# Cheikh Sfindja
Cheikh Sfindja, de son vrai nom, Mohamed Ben Ali Sfindja est un musicien algérien, né dans le fahs d'Alger en 1844. Il est l'un des grands maîtres de la musique sanâa, ayant joué un rôle important dans la sauvegarde de ce patrimoine musical.

## Biographie

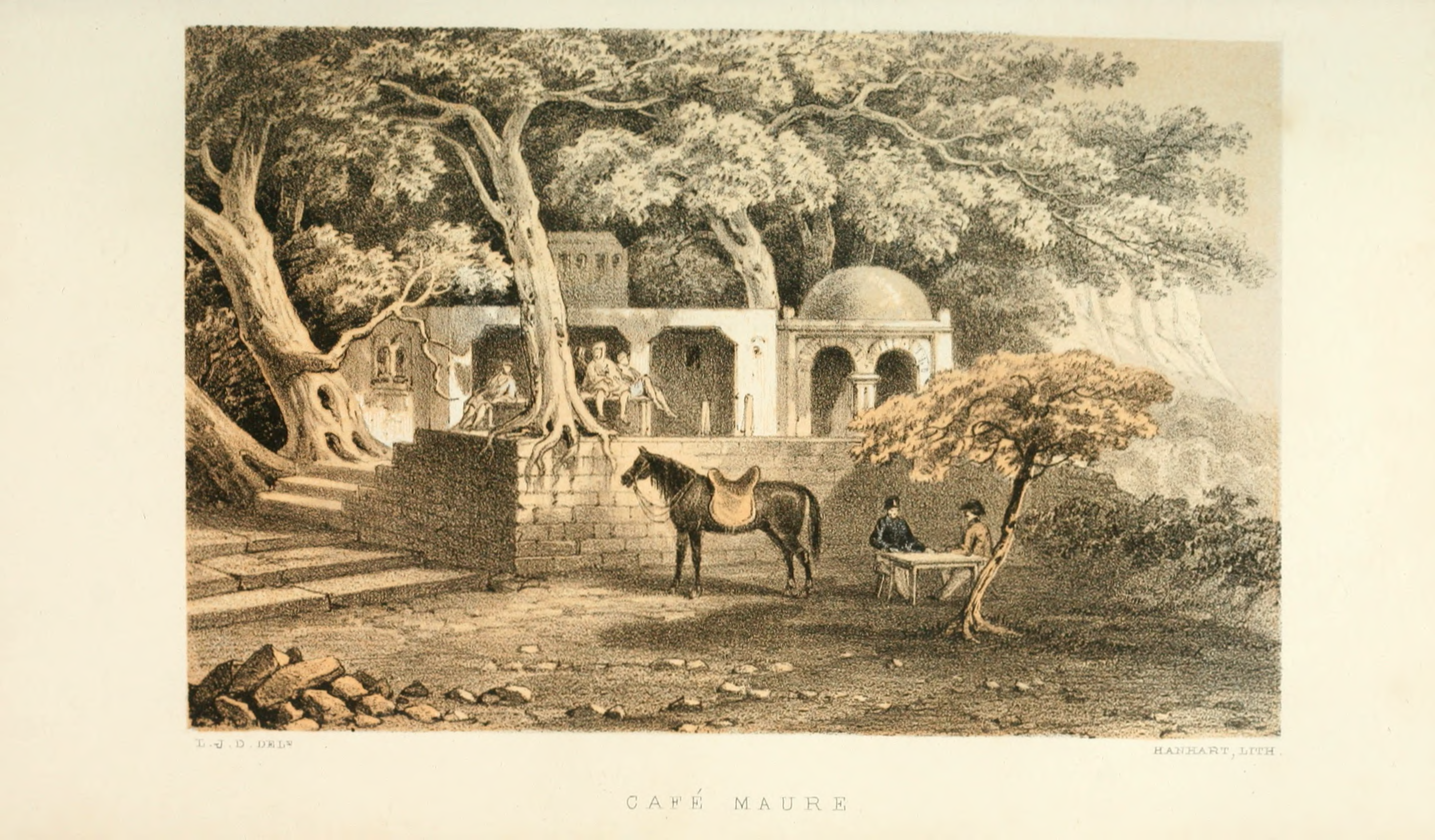
Café Maure dans la banlieue d'Alger.

Mohamed ben Ali Sfindja est né à Bouzaréah, alors dans le fahs d'Alger, en 1844 (en 1848 pour certains), soit au début de la période coloniale, il est le fils d'Ali Benbraham Sfindja et de Nafissa  Bachtobji. Il est né dans une maison fortifiée – nommée bridjate («petit fortin») – construite durant la période ottomane. Par sa mère, il est lié à la famille des Bachtobji, nom donné aux artilleurs d’élite qui ont joué un rôle important dans la défense des villes côtières algériennes. La famille Sfindja, d’origine turque, était parmi les plus riches d'Alger, lors du recensement des familles de la ville, au lendemain de la prise d’Alger. 
Sfindja s’intéresse très tôt à la musique andalouse. Il étudie l’arabe et le Coran auprès de son grand-père Brahim à la mosquée Medjdouba de Bouzaréah et continue ses études à la Grande mosquée d’Alger. Il était cordonnier de métier, en effet, jusqu'au milieu du XXe siècle des nombreux musiciens étaient des artisans de textiles et des orfèvres. 
Vers 1875, Sfindja entre en musique. Il possédait d’une mémoire prodigieuse et une voix puissante et étendue. Il est l’élève du plus grand maître du XIXe siècle, après la chute du pouvoir de la régence d'Alger ; le Cheikh Mnemèche (1809 - 1891). Ce dernier tenait son savoir d’un précédent grand maâlem, Ahmed Ben Hadj Brahim, chanteur préféré du dernier Dey d’Alger. Après la mort du cheikh, il apprend le reste des noubas de Ben Farachou.
Cheikh Sfîndja jouait souvent accompagné par Maalem Mouzino au rabâb et à la kamandja, par Maalem Laho Seror à la kuitra et par Cheikh Chaloum au mandole.  Sfîndja et son disciple Saïdi participaient fréquemment aux manifestations religieuses, s'entourant des nombreux qassadin des mosquées de la Casbah. 
Cheikh Sfîndja était populaire chez les citadins d'Alger, mais aussi de Blida, Médéa, Miliana, Cherchell et Mostaganem, il était invité pour animer les fêtes familiales. Il est mort en 1908, il est enterré au cimetière de Sidi M’hamed d’Alger, dans le carré de la famille Benali.

## Œuvre

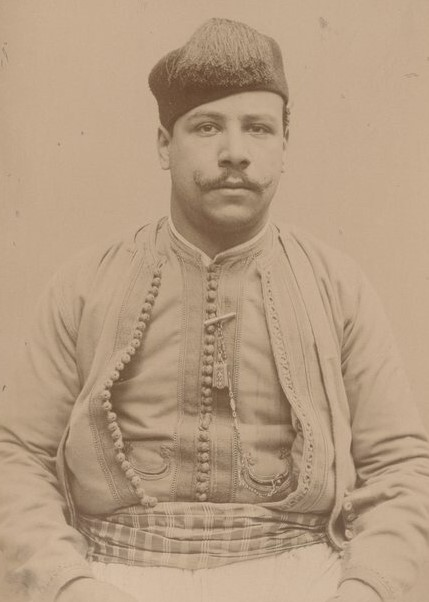
Maalem Mouzino, un des élèves de Cheikh Sfindja.

Mohamed Ben Ali Sfindja était le doyen de la musique andalouse d'Alger au tournant du XXe siècle. Il a permis au musicologue Jules Rouanet de réaliser son travail sur la musique du Maghreb. En 1898 Albert Lavignac, abordant le chapitre concernant la musique arabe dans l’Encyclopédie de la Musique, charge Jules Rouanet de le rédiger. À Alger, il s'adresse à Cheikh Sfindja, mais ce dernier ne parlant pas le français, Edmond Yafil qui était bilingue, servit d'interprète, mais aussi de collaborateur. 
Cheikh Sfîndja finit par admettre après maintes discussions avec Edmond Yafil et Jules Rouanet, la nécessité de transcrire cette musique. Edmond Yafil connaissait Sfindja dès son enfance, car ce dernier jouait dans le café Malakoff à proximité du gargote de son père. Le maître lui transmit une grande partie de la tradition orale andalouse. 
Cheikh Sfindja accepte le principe de la transcription, cette prise de position est très mal vue du milieu traditionnel, pour qui seule la tradition orale comptait. D'après Bachtarzi, Rouanet étant paralysé et Yafil souffrant des jambes, c'était Sfindja qui se rendait soit chez Rouanet au Télemly, soit chez Yafil à Saint Eugène (Bologhine).
De 1899 à 1902, ils auraient tous trois transcrit 76 airs. Après la mort de Sfindja, Yafil continua seul le travail de transcription, tout en s'entourant d’autres cheikhs. Sfindja est le premier musicien algérien à enregistrer chez Zonophone en 1901. D’abord, réalisés sur cylindres et transférés plus tard sur disques 78, 45 et 33 tours.
Sfindja était actif dans la création de nouvelles mélodies pour des poèmes dont les mélodies originales ont été « perdues ». Le Répertoire de musique arabe et maure réunissait un éventail de pièces, principalement des inqilābāt, ouvertures instrumentales (à la fois le tūshiyya et le tshanbar) et le répertoire populaire comme le zindānī et la qādriyya.

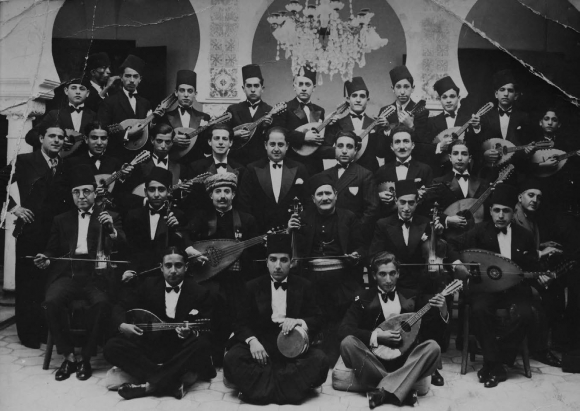
L’orchestre de la Moutribia dans les années 1930

Invité au Congrès international des orientalistes en 1905 qui s'est déroulé à Alger, Sfindja est érigée en dépositaire du répertoire musical algérois. Le maître musicien a fait comprendre à Rouanet que le «chant religieux» était une partie du répertoire qu'il ne partagerait pas lors de la conférence-démonstration de 1905 et qu'il ne tolérerait pas d'être partagée par les autres interprètes. Il allait jusqu'à promettre à Rouanet qu'il quitterait la salle si un chanteur osait jouer. On rapporte qu'il a dit de ces « chants religieux » :  « Cette musique est à nous et elle disparaîtra avec nous ».
Pour ses travaux de sauvegarde de la musique classique, Mohamed Sfindja est qualifié l'« ange gardien », de la sanaa algéroise. La mort de Sfîndja, marque une étape décisive du chant andalou classique algérois. Il était le grand-maître qui reçut l'héritage de la fin de la période ottomane par Cheikh Maalem Farachou, et Cheikh Menemeche. Il s'est situé dans une période charnière, milieu et fin du XIXe siècle, où la musique tint un rôle essentiel pour la conservation de la culture citadine.
Sfindja avait construit un salon de musique dans son jardin et y enseignait la musique. Après sa mort, Yafil conçoit l'association musicale, El Moutribia comme une sorte de transposition du cercle de Sfindja à l'espace public. Il fait appel à divers disciples de Sfindja en plus de lui-même pour agir comme transmetteurs du répertoire. L'association, El Mossilia se présente clairement liée à la mémoire de Sfindja.